# Vlado Vlaisavljević
Vlado Vlaisavljević (Jastrebarsko, 14. srpnja 1900. – Jastrebarsko, 9. ožujka 1943.) hrvatski pjesnik.

## Životopis
Vlado Vlaisavljević rodio se u Jastrebarskom 1900. godine. Nakon završene osnovne škole upisao je građansku školu koju je rano napustio posvetivši se poeziji. Živio je boemski između Jastrebarskog i Zagreba i objavljivao pjesme u onovremenim časopisima. Za vrijeme NDH radio je u Hrvatskom izdavalačkom bibliografskom zavodu (HIBZ) kao suradnik. Smrtno je stradao ispavši iz vlaka pred Jastrebarskim, 1943. godine.

## Književno stvaralaštvo
Isprva je bio pjesnik zavičajnih pastoralnih slika da bi u kasnijoj fazi njegovu poeziju tematski odredili egzistencijalni motivi, poput, primjerice, tjeskobe i straha, pa ga se može svrstati u začetnike egzistencijalizma u hrvatskoj književnosti. Ivan Goran Kovačić zamijetio je 1941. godine kao glavnu stilsku osobinu Vlaisavljevićeve poezije slika, lakoću metaforiziranja, osobinu koju je zadržao i u svojoj liriziranoj prozi.

## Djela
- Kruh i srca, (pjesme), Pododbor Matice hrvatske u Zagrebu, Zagreb, 1938.
- San i java, (lirske novele), Hrvatska narodna prosvjeta, Zagreb, 1941.
- Ranjeni galeb: pjesme šestorice, Naklada "Hrvatski orač", Zagreb, 1942. (suautori Frano Alfirević, Salih Alić, Gustav Krklec, Nikola Šop i Ivo Balentović)[3]

### Posmrtno
- Balada o Tounjčici, (odabrao i priredio Zlatko Tomičić), Lykos, Zagreb, 1957.
- Vlado Vlaisavljević, Marijan Matijašević: Izabrana djela, (priredio Cvjetko Milanja, biblioteka: Stoljeća hrvatske književnosti), Matica hrvatska, Zagreb, 2004.